# Kisvarsány
Kisvarsány is een plaats (község) en gemeente in het Hongaarse comitaat Szabolcs-Szatmár-Bereg. Kisvarsány telt 982 inwoners (2001).